# Nittonde hålet
Nittonde hålet (engelska: Nineteenth hole) är inom golf ett slanguttryck för en pub, bar eller restaurang på eller nära golfbanan, mycket ofta själva klubbhuset. En standardiserad golfrunda har endast arton hål; då golfare säger att de är på ”nittonde hålet”, innebär det att de njuter av en drink efter matchen. Begreppet liknar afterski inom skidsport.

## Mediereferenser
- I golfberättelserna om författaren P.G. Wodehouse, som är berättad av hans karaktär, diskuterar den äldsta medlemmen det nittonde hålet.[4]
- I början och mot slutet av Lars von Triers film Melancholia,[5] passerar huvudpersonen Claire nittonde hålet – som i verkligheten inte existerar – på golfbanan som hör till herrgården där filmen utspelar sig. Lars von Trier sade att detta var en hänvisning till Limbo.[6]
- I ett avsnitt av Knight Rider med titeln ”The Nineteenth Hole” (säsong 3, avsnitt 16) används termen som ett slanguttryck som syftar på platsen där ”de begraver människor som kommer i vägen”.[7]